# Declaración de Martin
La declaración de Martin fue la manifestación política de los políticos eslovacos reunidos en el Consejo Nacional Eslovaco en el otoño de 1918 en la que proclamaron su intención de separar los territorios poblados por eslovacos de Hungría y unirse con los checos en el nuevo estado checoslovaco. Dio fin a la unión milenaria de los eslovacos con el Reino de Hungría, a la política de magiarización de finales del siglo XIX y principios del XX y comienzo a un nuevo Estado nacional checo y eslovaco. Recibió su nombre de la localidad eslovaca donde se redactó y publicó.

## Antecedentes
La concentración socialista del Primero de Mayo de 1918, permitida por las autoridades húngaras, permitió a los políticos eslovacos proclamar por primera vez desde el estallido de la guerra sus aspiraciones independentistas y de unión con los checos. Los dirigentes del Partido Nacional Eslovaco se reunieron a continuación en Turcianský Svätý Martin el 24 de mayo, tras la manifestaciones nacionalistas en Praga en las que algunos habían participado, apoyando la unión con los checos y la separación de Hungría. El propio Andrej Hlinka declaró:

Es hora de actuar. Debemos decidir si en futuro nos hallaremos junto a los húngaros o junto a los checos. ¡Declarémonos abiertamente a favor de la orientación checoslovaca! Nuestro matrimonio milenario con los magiares ha fracasado. ¡Debemos separarnos!

El 29 de mayo de 1918 el Partido Nacional Eslovaco aprobó una resolución exigiendo el derecho de autodeterminación para la "raza eslovaca" y declarando su intención de participar en la creación de un nuevo estado que incluyese Eslovaquia, Bohemia, Moravia y Silesia. Se aprobó la formación de un Consejo Nacional Eslovaco que reuniese a todas las posturas políticas, pero la detención del principal político socialista y el redoblamiento de la vigilancia policial lo impidieron hasta octubre.
En septiembre de 1918, cercana ya la derrota de las Potencias Centrales en la Primera Guerra Mundial y la disposición de los vencedores a que se desintegrase el Imperio austrohúngaro, los políticos checos y eslovacos aceleraron el proceso de su independencia. En septiembre dirigentes políticos de diversas tendencias fundaron el Consejo Nacional Eslovaco, favorable a la creación de Checoslovaquia.
El 14 de octubre de 1918 se formó un gobierno checoslovaco provisional encabezado por Tomáš Masaryk. El 16 el emperador Carlos I de Austria y IV de Hungría admitía la federalización de cisleitania, pero no la de transleitania, por presiones del gobierno húngaro. El 19 de octubre Juriga, miembro del Consejo Nacional Eslovaco, se dirigió al parlamento húngaro afirmando el derecho del pueblo eslovaco a elegir por separado su futuro político, y negando el reconocimiento al parlamento y gobierno húngaros.
El 28 de octubre de 1918 el Consejo Nacional Checo proclamó la independencia de la Primera República Checoslovaca en Praga.

## La declaración

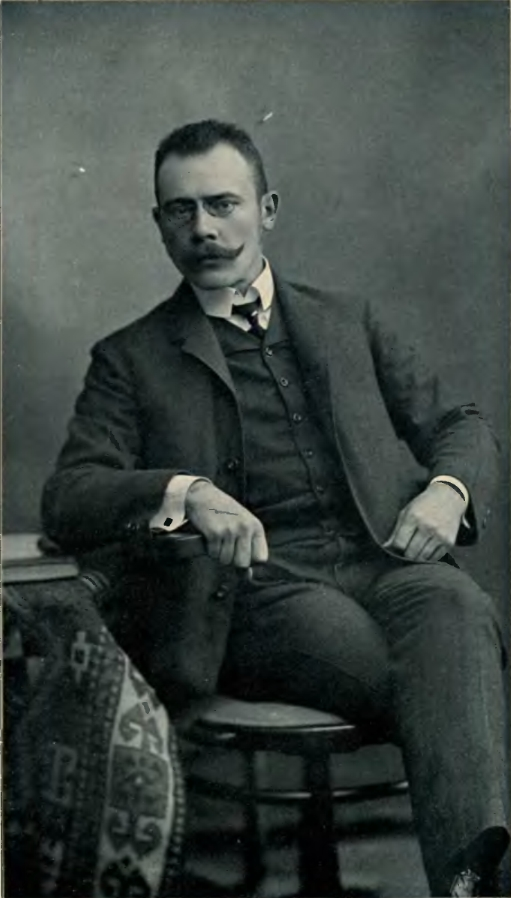
Milan Hodža, cuya llegada desde Budapest hizo que se cambiase la declaración de Martin el.

El 29 de octubre de 1918 los principales dirigentes de los partidos eslovacos se reunieron en Turcianský Svätý Martin para decidir su futuro político. No se hallaban presentes representantes de las minorías ni de la tendencia magiarizante.> El Consejo no era verdaderamente representativo. Reunía fundamentalmente a políticos conservadores y moderados, principalmente provenientes del centro y oeste de los territorios eslovacos.
Desconocían entonces la declaración de independencia realizada en Praga dos días antes. Al día siguiente aprobaron una resolución con 3 puntos principales:
- Los eslovacos eran parte de la nación checoslovaca, única.
- Los eslovacos se proponían ejercitar el derecho de autodeterminación.
- Los eslovacos aparecerían representados en la próxima conferencia de paz con su propia delegación.[7]

Atribuía además al Consejo Nacional la representación de los eslovacos, negando la autoridad del gobierno de Budapest.
La noche del 30 de octubre de 1918 el representante del gobierno de Praga, Milan Hodža, se presentó llegado de Budapest, con la noticia de la formación del gobierno de Mihály Károlyi tras la Revolución de los Crisantemos, una vez que la mayoría de los delegados había abandonado ya la localidad. Esteban Tisza había sido asesinado y el ministro de Exteriores austrohúngaro, conde Gyula Andrássy el joven, había aceptado la autodeterminación exigida por el presidente estadounidense Wilson. Se había creado un gobierno checoslovaco en Praga.
Debido a las noticias de Hodža, los delegados que quedaban hicieron diversas modificaciones sobre la resolución ya adoptada, mencionando el reconocimiento del presidente Woodrow Wilson a la independencia checoslovaca y retirando su exigencia de una delegación propia en la conferencia de paz.
La noche del 31 de octubre de 1918 Károlyi envió sus saludos al Consejo Nacional Eslovaco, a lo que este respondió con el deseo de colaboración entre la República Popular de Hungría y la Primera República Checoslovaca, a la que se había unido.
La declaración no modificó la administración de la región, que siguió bajo control húngaro, pero tuvo un gran efecto propagandístico, reforzando al gobierno de Praga, recién formado.

## Controversia sobre la Declaración
Durante la época de entreguerras y especialmente durante 1928 con la celebración de la década de la fundación de Checoslovaquia, el contenido de la declaración fue causa de disputas. Los nacionalistas eslovacos extremistas afirmaban que la declaración original contenía una cláusula que permitía a Eslovaquia cambiar su situación, optando por la autonomía o incluso separarse del estado checoslovaco a los 10 años de su fundación. Según ellos los delegados que habían modificado la resolución original tras la marcha de la mayoría había convertido la cláusula en secreta, retirándola completamente después. Como el documento original se perdió, no se pudo aclarar si había sido así en realidad.
El 1 de enero de 1928 el lugarteniente de Andrej Hlinka, Vojtech Tuka, publicó un artículo afirmando la existencia de la cláusula secreta. Pretendía con este anuncio impedir la entrada de su partido en el gobierno checoslovaco. En el verano de 1929 fue juzgado y condenado por ser un agente de una potencia extranjera (Hungría) a 15 años de cárcel. La negativa de su partido a abandonarle empeoró nuevamente las relaciones entre checos y nacionalistas eslovacos. El caso también causó una crisis dentro del propio Partido Popular Eslovaco entre defensores y opositores a Tuka y su postura extremista. Temporalmente también causó júbilo entre la prensa revisionista magiar y preocupación en el gobierno checoslovaco.